# Texella dimopercula
Texella dimopercula is een hooiwagen uit de familie Phalangodidae.